# Gare de La Guerche-sur-l’Aubois
Gare de La Guerche-sur-l'Aubois vasútállomás Franciaországban, La Guerche-sur-l’Aubois településen.

## Vasútvonalak
Az állomást az alábbi vasútvonalak érintik:
- Vierzon-Saincaize-vasútvonal

## Kapcsolódó állomások
A vasútállomáshoz az alábbi állomások vannak a legközelebb:
- Gare de Saincaize (Gare de Saincaize, Vierzon-Saincaize-vasútvonal)
- Gare de Nérondes (Gare de Vierzon-Ville, Vierzon-Saincaize-vasútvonal)
- Gare de Nevers